# Charles Emory Smith
Charles Emory Smith (Mansfield, 18 febbraio 1842 – Filadelfia, 19 gennaio 1908) è stato un politico e giornalista statunitense.

## Biografia
Fu il trentanovesimo direttore generale delle poste degli Stati Uniti sotto i presidenti degli Stati Uniti William McKinley (venticinquesimo presidente) e Theodore Roosevelt (ventiseiesimo presidente).
Nel 1849 si trasferì con la sua famiglia ad Albany, stato di New York. Frequentò l'Albany Academy e poi l'Union College terminandolo nel 1861.
Divenne docente presso l'Albany Academy dal 1862 al 1865, si evolse quindi la sua carriera giornalistica diventando direttore dell'Albany Express nel 1865-1870, lavorò in seguito per la gazzetta di Albany diventandone capo redattore dal 1876 al 1880. Inoltre fu anche editore della Philadelphia Press, lavoro a cui tornò dopo aver terminato la parentesi politica, fino alla sua morte.
Sposò Ella Huntley Smith (1842 - 1906).